# Мёлленбек, Аня
Аня Мёлленбек (нем. Anja Möllenbeck; род. 18 марта 1972, Франкенберг, Средняя Саксония), в девичестве Гюндлер (нем. Gündler) — немецкая легкоатлетка, специалистка по метанию диска. Выступала за сборные ГДР и объединённой Германии по лёгкой атлетике в 1990—2001 годах, обладательница серебряной и бронзовой медалей Универсиад, чемпионка Европы среди юниорок, победительница и призёрка первенств национального значения, участница летних Олимпийских игр в Атланте.

## Биография
Аня Гюндлер родилась 18 марта 1972 года во Франкенберге, ГДР.
Занималась лёгкой атлетикой в Берлине, проходила подготовку в столичном одноимённом клубе OSC Berlin.
Впервые заявила о себе на международном уровне в сезоне 1990 года, когда вошла в состав восточногерманской национальной сборной и выступила на юниорском мировом первенстве в Пловдиве, где в зачёте метания диска стала бронзовой призёркой.
В 1991 году на юниорском европейском первенстве в Салониках дважды поднималась на верхнюю ступень пьедестала почёта: одержала победу в толкании ядра и в метании диска.
В 1992 году с результатом 58,54 заняла второе место в метании диска на молодёжном Кубке Европы в Гейтсхеде.
В 1993 году одержала победу на чемпионате Германии в Дуйсбурге (61,84), была пятой на домашнем чемпионате мира в Штутгарте (62,92). Будучи студенткой, представляла Германию на Универсиаде в Буффало, где в финале метнула диск на 60,56 метра и выиграла бронзовую медаль.
На молодёжном Кубке Европы 1994 года в Остраве была третьей (57,46).
В 1995 году с результатом 60,78 получила серебро на Универсиаде в Фукуоке, уступив только россиянке Наталье Садовой.
Благодаря череде удачных выступлений удостоилась права защищать честь страны на летних Олимпийских играх 1996 года в Атланте — в финале метания диска показала результат 61,16 метра, расположившись в итоговом протоколе соревнований на 11-й строке.
В 1998 году на соревнованиях в Оберзуле установила свой личный рекорд в метании диска — 64,63 метра. Помимо этого, стала второй на Кубке Европы в Санкт-Петербурге (60,80), закрыла десятку сильнейших на чемпионате Европы в Будапеште (60,78).
На чемпионате мира 1999 года в Севилье с результатом 59,48 заняла итоговое 12-е место.
В 2001 году показала восьмой результат на чемпионате мира в Эдмонтоне (60,49) и в связи с рождением ребёнка завершила спортивную карьеру.
Замужем за известным немецким дискоболом Михаэлем Мёлленбеком, бронзовым призёром чемпионатов мира и Европы.